# Kemijoki
Kemijoki cu cei 550 km ai săi, este cel mai lung râu din Finlanda. El trece prin orașele Kemijärvi și Rovaniemi, unde primește afluentul Ounasjoki, înainte de a se vărsa în Golful Botnic, în dreptul orașului Kemi.
Este folosit pentru producerea energiei electrice, la ora actuală funcționează un număr de 15 hidrocentrale. Prima hidrocentrală funcțională a fost dată în folosință la Isohaara, în anul 1946.
Puterea totală instalată în cele 15 hidrocentrale se cifra la 4.3 TWh în 2003, aproximativ 34,5 % din producția țării.